# フッティルーテン
フッティルーテン（Hurtigruten AS)とはノルウェーの海運会社。ベルゲンからノルウェーの西海岸沿いを北上してキルケネスまでを往復する航路を主に運航している。本社はトロムス県トロムソにあり、日本では沿岸急行船と訳される。

## 概要

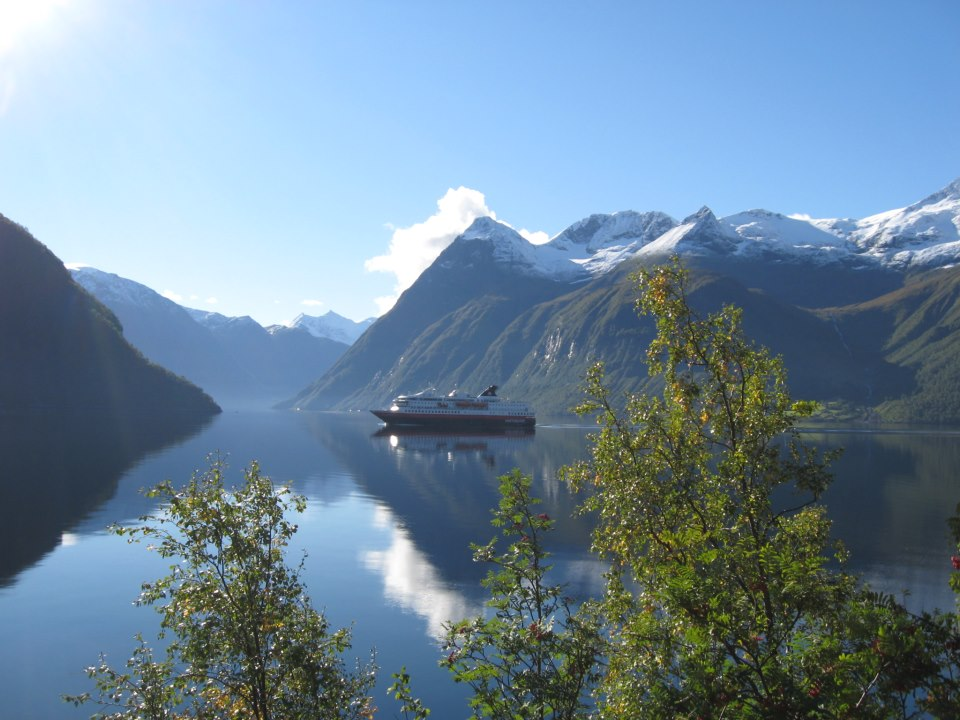
初夏のフィヨルドを航行するノールノルゲ号（MS Nordnorge）

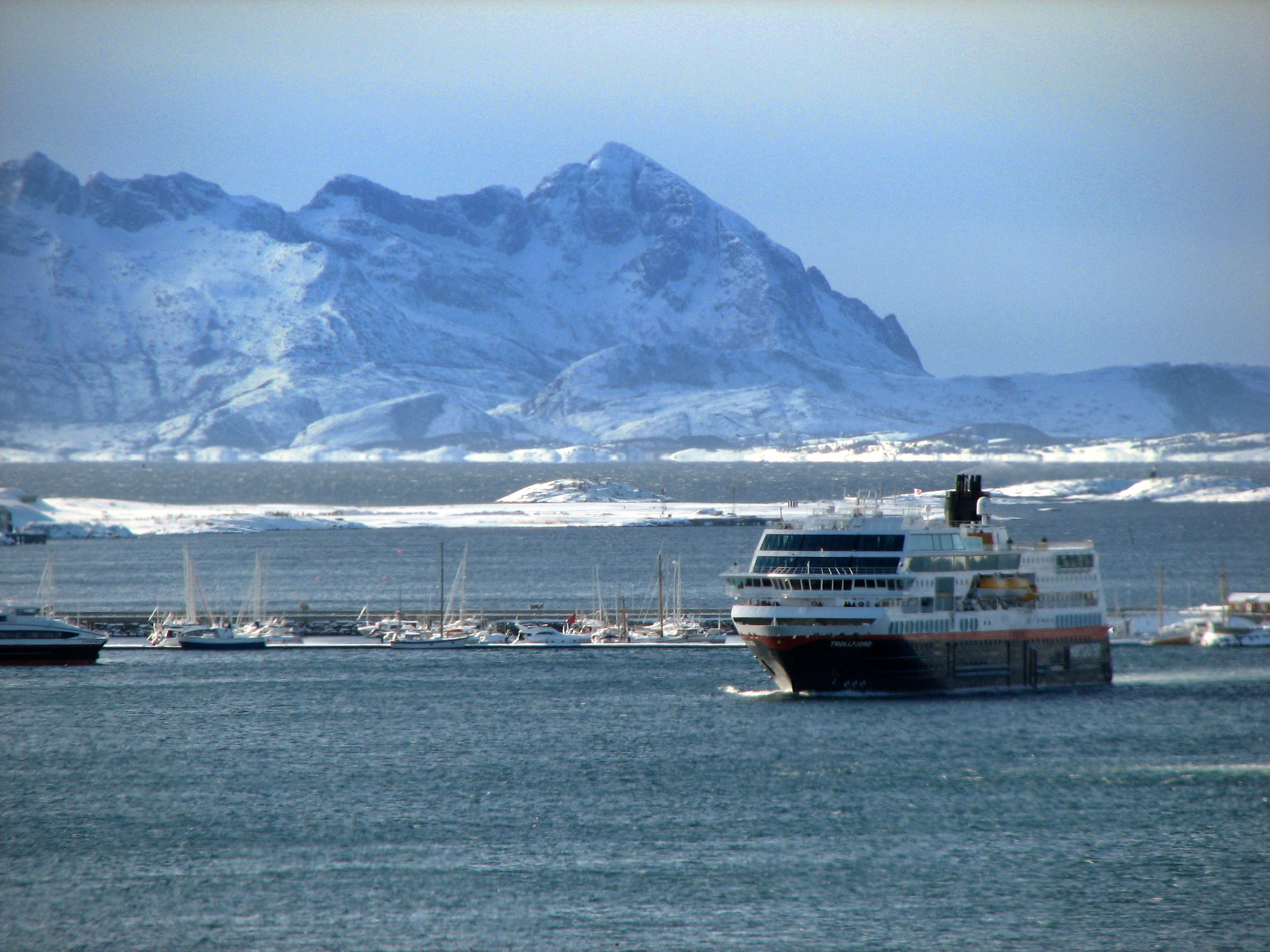
冬のボードー港に入港するトロルフィヨルド号（MS Trollfjord）

ベルゲンから北行き、キルケネスから南行きが出発し、それぞれの終着地で折り返すダイヤを組んでいる。北行が6泊7日、南行が5泊6日の日程である。クルーズ船とは違い、沿岸各地を小刻みに停船しながら航行する。
ノルウェー西岸部は、山が海まで迫った地形をしているので陸路よりも海路のほうが便利であり、交通が発達した現在でも生活物資を確実に届ける存在として無くてはならない存在感を放っている。と同時にフィヨルドやロフォーテン諸島、ノールカップなど風光明媚な場所を巡ることから観光路線としての需要も高く、クルーズ客船並のサービス設備を誇る船を就航させている。特に冬場はフィヨルド周辺を巡るクルーズが探検クルーズ以外にはないので、ノルウェー沿岸でオーロラハントが出来るクルーズ船として貴重である。
また、ノルウェー沿岸以外にも北極やスピッツベルゲン、南極などの極地クルーズも行っている。

## 歴史
前述したようにノルウェー西岸部の町や村々は特異な地形によって19世紀後半まで分断・孤立していた。しかし、この海域は豊かな漁場として知られていて、早急にも南北をつなぐ交通・交易ルートの構築に迫られていた。1891年、ノルウェー政府はトロンハイム-ハンメルフェスト間を結ぶ海の道を作ることを決定する。冬の極夜や無数の岩礁、数少ない灯台など不可能かと思われた航路構築であったが、1893年7月2日、リチャード・ウィズ（Richard With)船長の蒸気船ヴェステローレンがトロンハイムを出港、67時間後にハンメルフェストに到着してチャレンジに成功。手紙が届くのに夏3週間、冬5ヶ月かかっていたのを一気に短縮する偉業を成し遂げた。このルートをリチャード・ウィズが「フッティルーテン」と名付けたことから航路と会社が始まった。

### 沿革
- 1893年 - リチャード・ウィズがヴェステローレン号を用いてトロンハイム-ハンメルフェスト間の航行に成功。
- 1897年 - スピッツベルゲン島にホテルを建設、ハンメルフェスト-スピッツベルゲンの航路開拓。
- 1898年 - 南端をベルゲンまで延長
- 1908年 - 北端をキルケネスまで延長
- 1936年 - フッティルーテン全隻がベルゲンまでのデイリー運航に。
- 1940年-1945年 - 第二次世界大戦。ノルウェー政府に徴用され、15隻のうち9隻が戦火で失われる。終戦後に最優先で建造。
- 1952年 - 1952年から3年の年月をかけて7隻建造。
- 1956年 - ノールチャーネン号就航
- 1964年 - ロフォーテン号就航
- 1982年 - 新しいヴェステローレン号、ミッドナイトソル号、ナルビク号の3隻で艦隊を更新。
- 1993年 - コン・ハラルド号などの建造によって11隻のうち、9隻を置換える。
- 2002年 - フィンマルケン号とトロルフィヨルド号が艦隊に加わる。南極初クルーズ。
- 2003年 - 新型ミッドナイトソル号が就航
- 2006年 - OVDSとTFDS Hurtigrutenが合併してHurtigruten ASAが誕生。
- 2007年 - フラム号就航
- 2012年 - 1956年建造のノールチャーネン号がノルウェー西岸航路から引退（夏季チャーター便にのみ使用）
- 2016年 - スピッツベルゲン号就航予定。1964年建造のロフォーテン号の運航日に同時運航の予定。

## 船舶

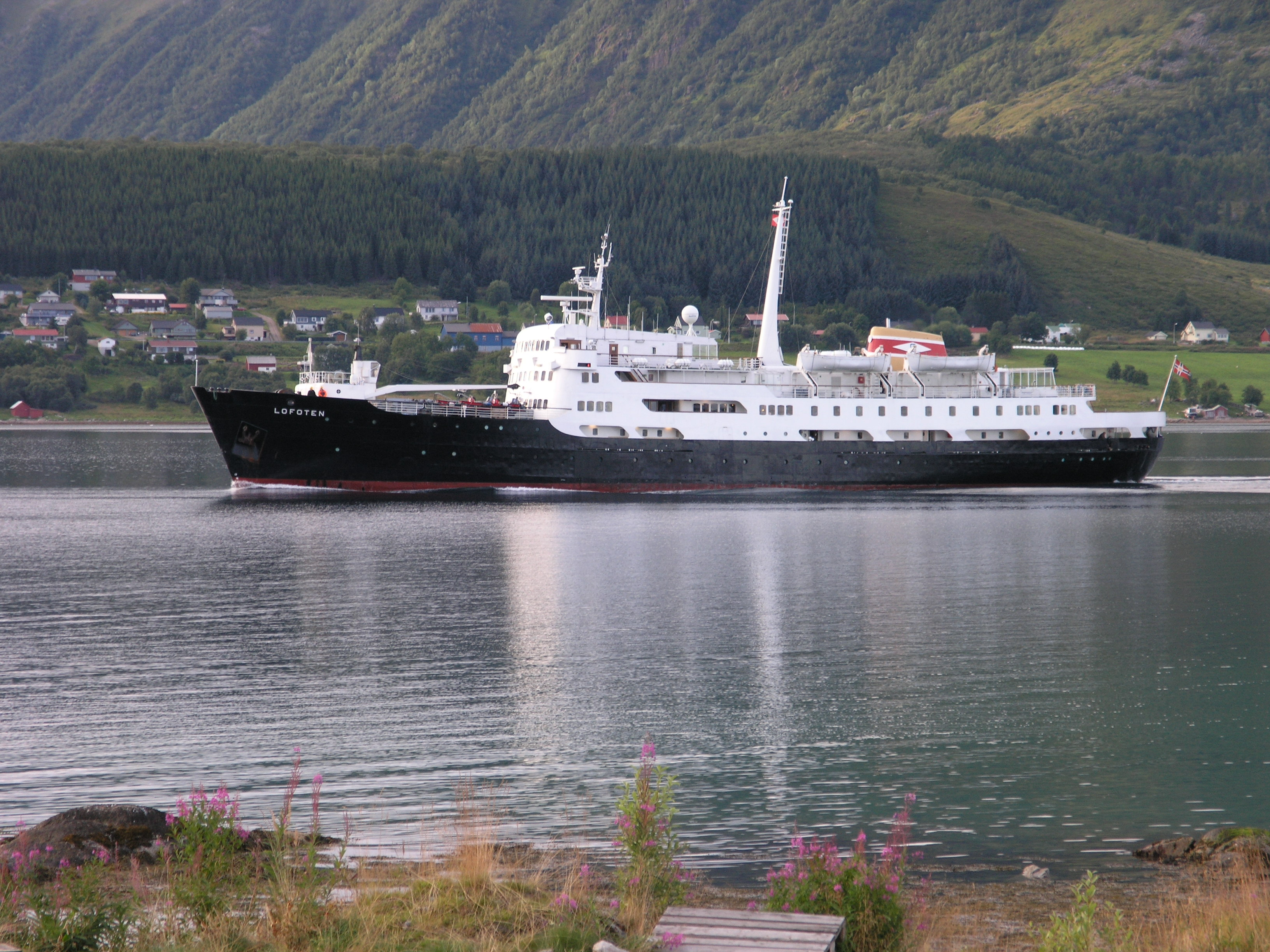
クラシックタイプのロフォーテン号（MS Lofoten）

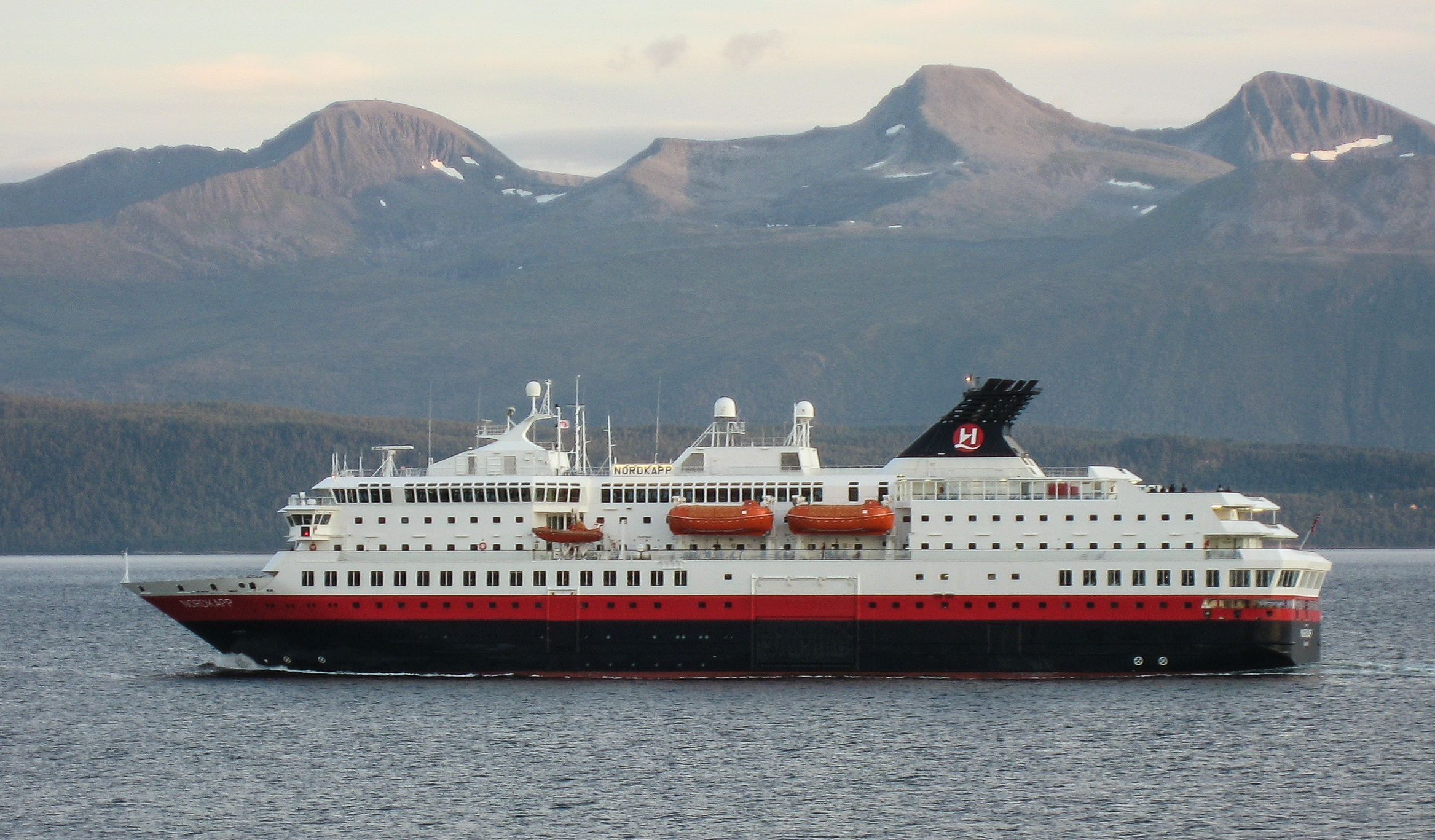
スタンダードタイプのノールカップ号（MS Nordkapp）

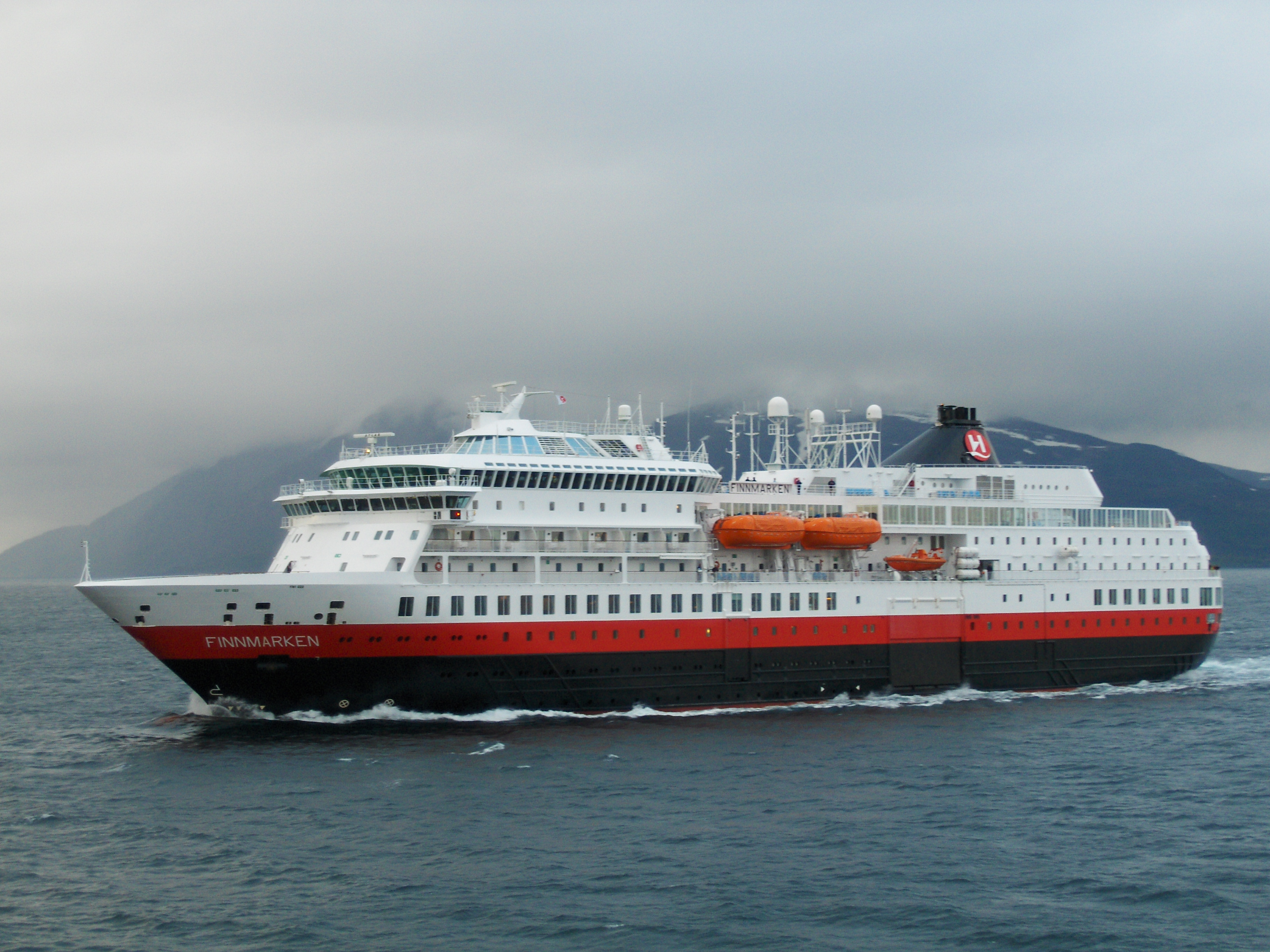
ミレニアムタイプのフィンマルケン号（MS Finnmarken）

フッティルーテンに（2016年）現在所属している船舶は14隻で、うち12隻がベルゲン-キルケネス-ベルゲンの航路に就航しており、残りのフラムは北極南極の極地クルーズ、ノールチャーネンはスピッツベルゲンの探検クルーズに従事している。
定期航路についている11隻はクラシック(2隻）、スタンダード(6隻）、ミレニアム(4隻）に分類されている。まず、クラシック船の2隻(ロフォーテン、ヴェステローレン）は10000トンを割り込むなど小型であり、最小限度の設備しかない。両船とも客室のカテゴリーがアウトサイドまでしかなく、ロフォーテン(1964年建造)に至っては内側キャビンの専用シャワールームが存在しない。その一方でホテル化が進行する最新鋭船とは違って船らしさが残っており、文字通りクラシカルな雰囲気を楽しむことができる。
ミレニアムとスタンダードタイプの船内設備はそれほどの差はなく、ミレニアムのほうがスィート船室の数が多いというぐらいのものである。

### クラシックタイプ
- ロフォーテン（英語版） (MS Lofoten) - 2015年から客室乗務員の服装、食事メニュー、カトラリー等を1960年代のものに戻すなど、レトロさを強調したサービスとなっている。
- ヴェステローレン（英語版）(MS Vesterålen)

### スタンダードタイプ
- コング・ハラルド（ノルウェー語版）(MS Kong Harald)
- ポラリス（英語版）(Ms Polarlys)
- リチャード・ウィズ（ノルウェー語版）(MS Richard with)
- ノールカップ（英語版）(MS Nordkapp)
- ノールノルゲ（英語版）(MS Nordnorge)
  - デッキ6にジャグジー装備、リノベーション施工済み
- ノールリス（英語版）(MS Nordlys)
  - デッキ6にジャクジー未装備、リノベーション未施工

### ミレニアムタイプ
- フィンマルケン（英語版）(MS Finnmarken)
  - 唯一、ジャグジー・プール付きの船
- トロルフィヨルド（英語版）(MS Trollfjord)
- ミッドナイトソル（英語版）(MS Midnatsol)
- スピッツベルゲン（ノルウェー語版）(MS Spitsbergen)
  - ジャグジー装備

### 探検船
- フラム（英語版）(MS Fram)
- ノールチャーネン (客船)（英語版）(MS Nordstjernen)　-1956年建造のロフォーテンと同タイプのクラシック船
- ロアール・アムンセン (客船)（英語版）(MS Roald Amundsen) - 2019年就航
- フリチョフ・ナンセン (客船)（英語版）(MS Fridtjof Nansen) - 2020年就航。ロアール・アムンセンの姉妹船

## 船内設備

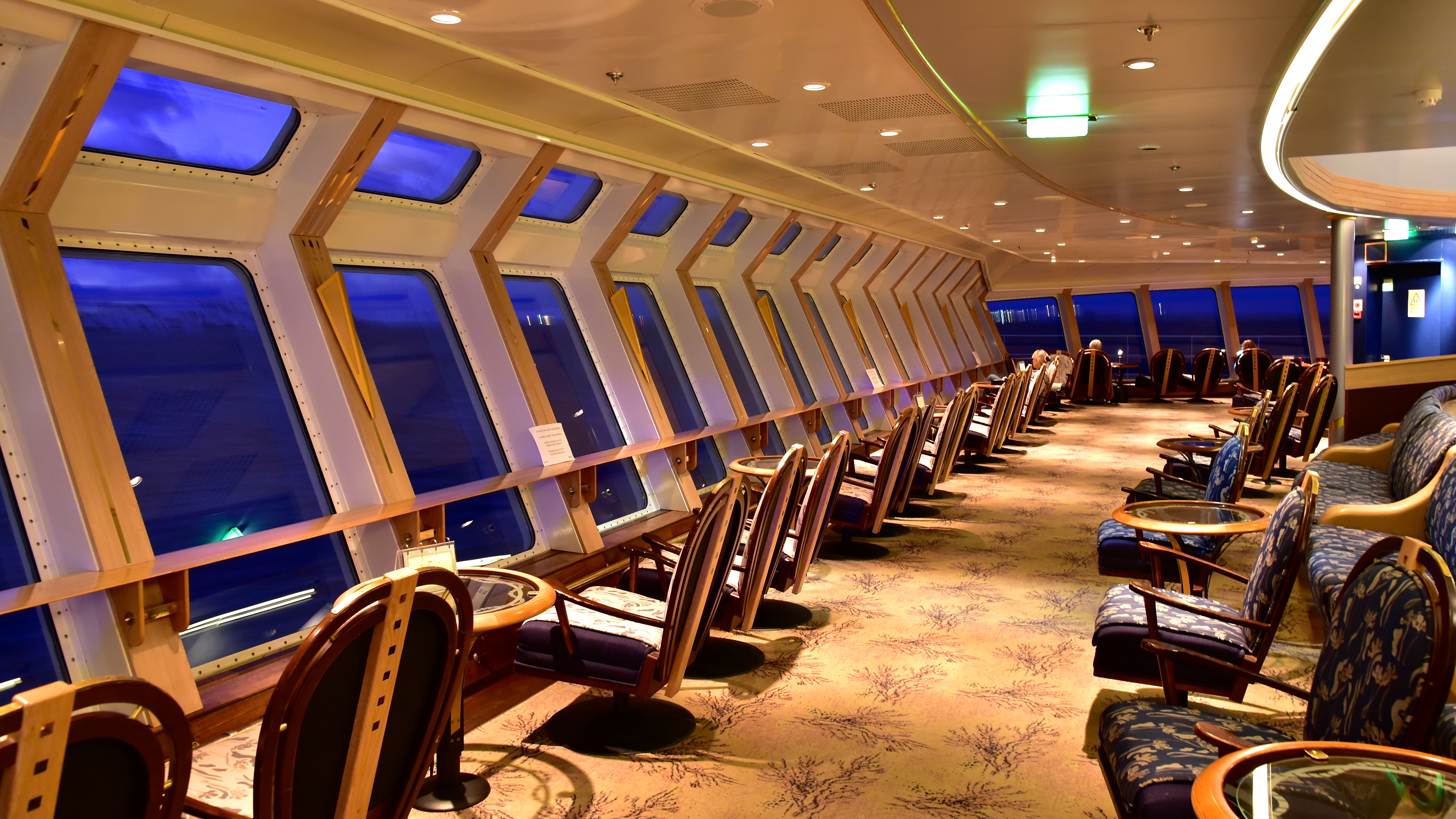
フィンマルケン号のラウンジ

まず、朝・昼がビュッフェ、夜が基本コース料理のレストランがあり、その他にも軽食ショップやバーがある。その他の設備にはインターネットカフェやパノラマラウンジ、カンファレンスルームなど、船によってはジャクジーが装備されている事もある。クルーズ船とは違い、大規模な劇場やカジノはない。
客室の等級はポーラー・インサイド、ポーラー・アウトサイド、アークティック・スーペリア、エキスペディション・スィートの4つ。大部屋は無く、短区間の乗船で部屋を取らないのというのであれば公共設備で時間を潰すことになる。そのうちアウトサイドは場所によっては視界が一部遮られるなど細かく分けられている。スィートの質や数によってスタンダードとミレニアムの差別化が計られており、ミレニアムタイプのスィートになるとバルコニーも装備されており、スィートといっても申し分ない設備を備えている。ただし、基本となるアウトサイドの部屋面積が8㎡から13㎡と狭く、フェリーとして見るなら豪華ではあるが本職のクルーズ船と比較するとシンプルといえるかも知れない。ポーラー・アウトサイドとアークティック・スーペリアは部屋のサイズは同じで、テレビや湯沸かしポットといった設備の有無が異なっている。
クルーズ船としての設備が強調されがちなフッティルーテンの各船であるがロフォーテン以外の船には、車両搭載スペースが確保されており、この辺りはフェリーだといえる。

## リンク
- フッティルーテン公式サイト(英語)
- フッティルーテン・ジャパン